# Prezydenci Gwinei Równikowej

## Lista prezydentów Gwinei Równikowej
| # | Portret | Imię i nazwisko                       | Kadencja             | Kadencja        | Partia polityczna  |
| - | ------- | ------------------------------------- | -------------------- | --------------- | ------------------ |
| 1 |         | Francisco Macías Nguema (1924–1979)   | 12 października 1968 | 3 sierpnia 1979 | bezpartyjny / PUNT |
| 2 |         | Teodoro Obiang Nguema Mbasogo (1936–) | 3 sierpnia 1979      | nadal           | wojskowy / PDGE    |